# Nico Rijndersbrug
Nico Rijndersbrug (brug 1968) is een bouwkundig kunstwerk in Amsterdam-Oost.
De brug, die vermoedelijk uit 1994 komt, is gelegen in de Watergraafsmeer, wijk Park de Meer. De brug vormt de verbinding voor voetgangers en fietsers en nooddiensten tussen het Voorlandpad en een speelplaats gelegen op een eilandje tussen genoemd pad en de rijksweg 10. De brug rust op twee brugpijlers met een paalfundering van staal/beton waarop betonnen jukken geplaatst zijn. Op het land liggen de tweebetonnen landhoofden. De overspanning bestaat uit houten planken met antislipmateriaal over stalen of houten balken. De leuningen bestaan uit staande houten balkjes van verschillende lengte zodat aan de bovenzijde een golvend patroon ontstaat.
De brug ging vanaf de oplevering naamloos door het leven. In 2019 werd er een verzoek ingediend op de brug te vernoemen naar voetballer Nico Rijnders, een speler van AFC Ajax en FC Brugge. Dat verzoek werd op 8 april 2020 gehonoreerd. De vernoeming vond plaats in een serie eerdere vernoemingen van bruggen in Park de Meer naar Ajaxspelers. 
Aan de andere zijde van het speeleiland hangt een nummerloze touwbrug zonder vernoeming over het water; ze is alleen geschikt voor voetgangers.

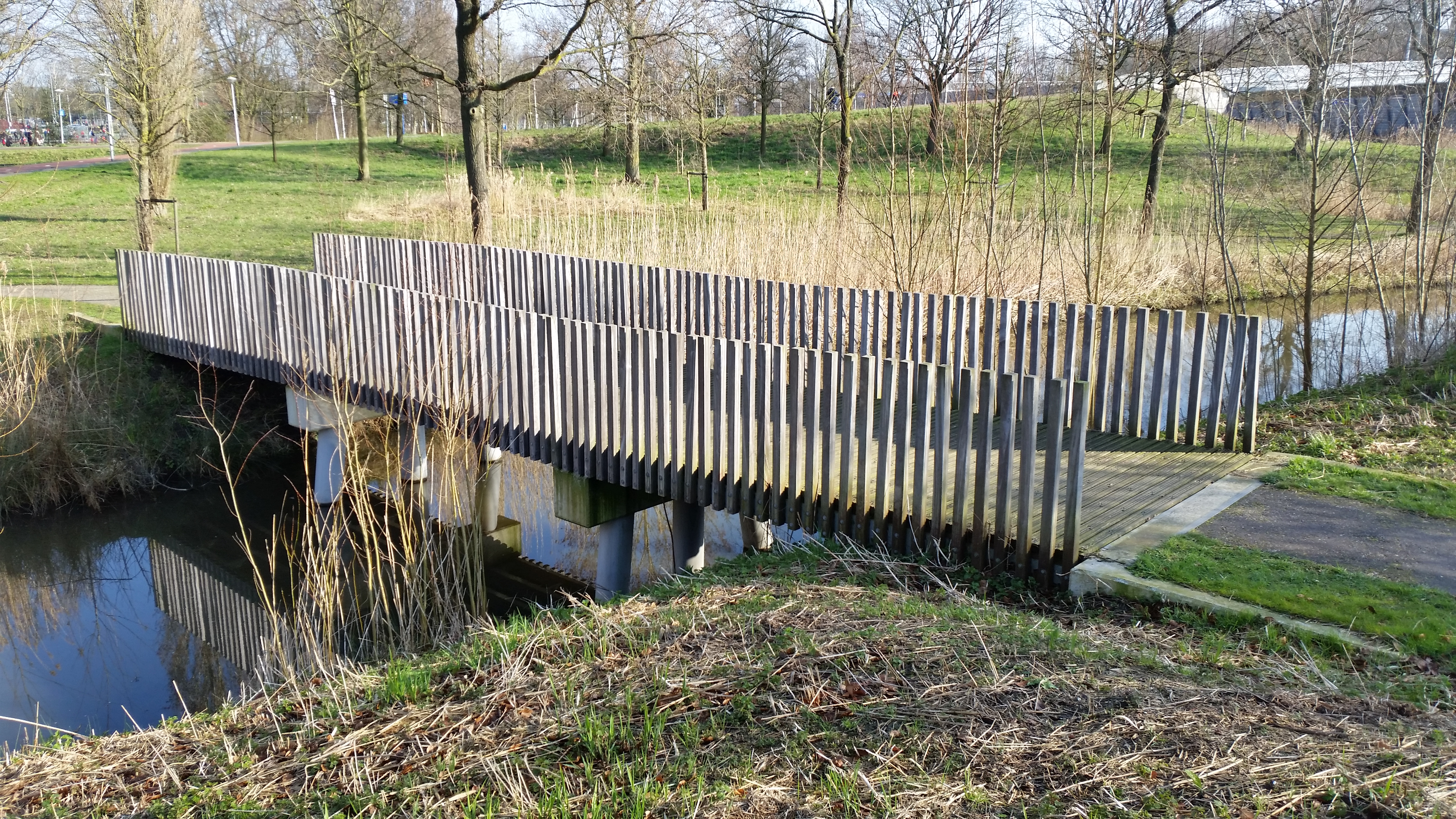
Zijaanzicht van de Nico Rijndersbrug (maart 2020)

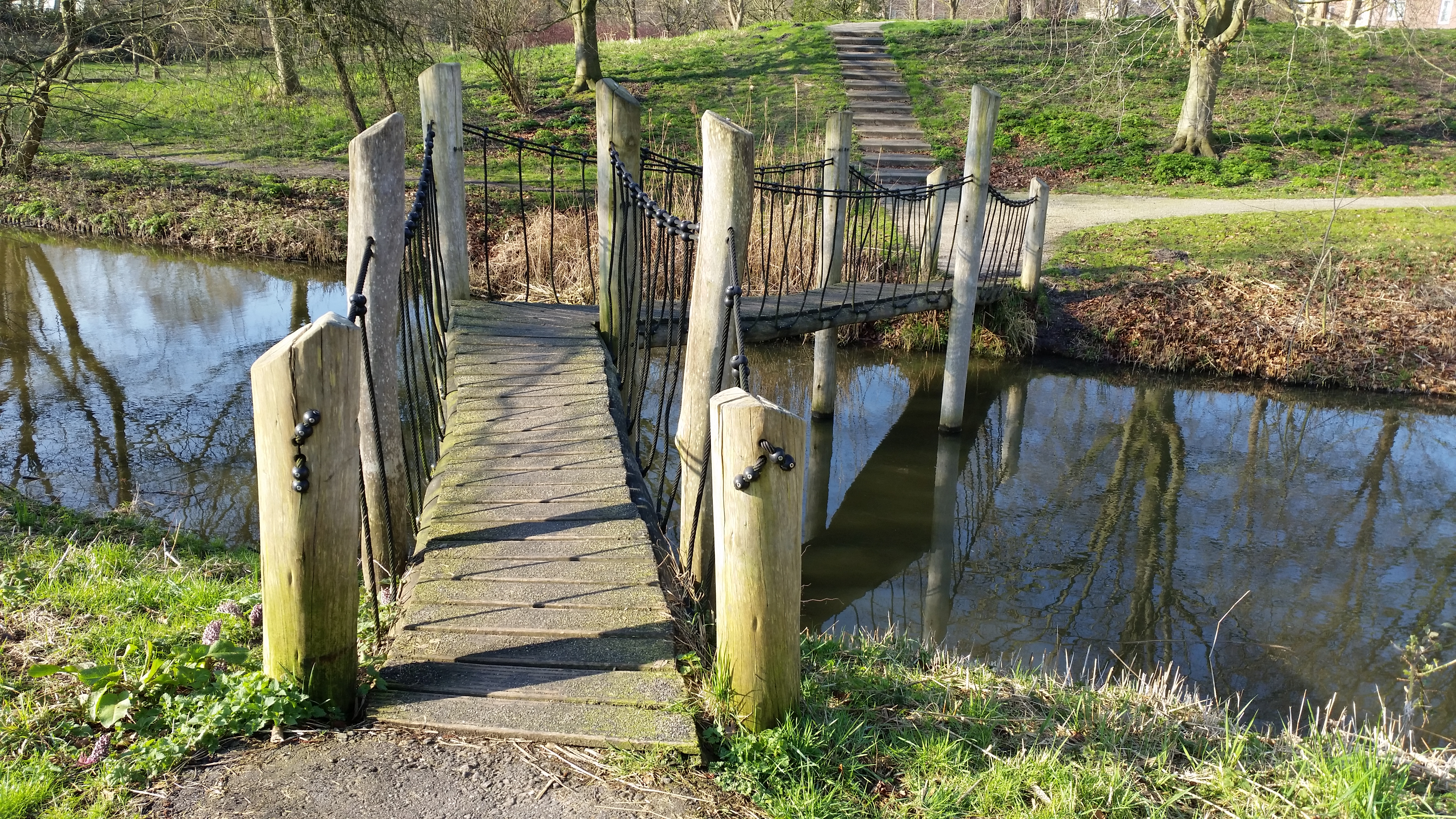
De speelbrug (maart 2020)

<<< · 1900 · 1901 · 1902 · 1904 · 1906 · 1907 · 1908 · 1909 · 1910 · 1911 · 1913 · 1914 · 1915 · 1916 · 1917 · 1919 · 1920 · 1922 · 1923 · 1925 · 1927 · 1929 · 1930 · 1931 · 1932 · 1933 · 1935 · 1936 · 1937 · 1938 · 1939 · 1940 · 1941 · 1942 · 1944 · 1945 · 1946 · 1947 · 1948 · 1949 · 1950 · 1951 · 1952 · 1953 · 1954 · 1955 · 1956 · 1957 · 1958 · 1959 · 1960 · 1961 · 1962 · 1963 · 1964 · 1965 · 1966 · 1967 · 1968 · 1969 · 1970 · 1971 · 1972 · 1973 · 1974 · 1975 · 1976 · 1977 · 1978 · 1979 · 1980 · 1981 · 1982 · 1983 · 1984 · 1985 · 1986 · 1987 · 1988 · 1989 · 1990 · 1991 · 1992 · 1993 · 1994 · 1995 · 1996 · 1997 · 1998 · 1999 · >>>
Brugnummers 1903, 1905, 1912, 1918, 1921, 1924, 1926, 1928, 1934, 1943 zijn niet (meer) in gebruik (januari 2021)
Heinz Stuybrug · Wim Suurbierbrug · Velibor Vasovićbrug · Barry Hulshoffbrug · Horst Blankenburgbrug · Ruud Krolbrug · Gerrie Mührenbrug · Arie Haanbrug · Johan Neeskensbrug · Nico Rijndersbrug · Sjaak Swartbrug · Johnny Repbrug · Dick van Dijkbrug · Johan Cruijffbrug · Piet Keizerbrug · Rinus Michelsbrug